# Johan Julius Åstrand
Johan Julius Åstrand, född 22 september 1819 i Göteborg, död 19 februari 1900 i Bergen, var en svensk matematiker och astronom.
1855 anlitades Åstrand som chef för det nyupprättade astronomiska observatoriet i Bergen i Norge, beläget på Nordnes. Han hade tidigare varit verksam som matematiklärare i samma stad. En ny observatoriebyggnad stod färdig 1869, något öster om den första, nu utrustad med en refraktor med 108 mm öppning. Till observatoriets uppgifter hörde kalibrering av kronometrar och navigationsinstrument för sjöfarten. Observatoriet deltog i gradmätningen av Norges västkust 1862-1866.
Åstrand invaldes 1873 i akademien i Cherbourg och 1878 i Royal Astronomical Society i London. 1890 utgav han Hülfstafeln zur leichten und genauen Auflösung des Keplerschen Problems (Leipzig). Hans bibliografi finns förtecknad i Pogg. Vol. 3 (1898), sid. 47.